# ML (restaurant)
ML is een restaurant in de Nederlandse stad Haarlem. De naam verwijst naar de eerste letters van de voornamen van de oorspronkelijke eigenaren (Mark Gratama en Liane Grootveld). Het restaurant is gevestigd op de locatie van het voormalige hotel-restaurant Stempels aan het Klokhuisplein, een pand dat oorspronkelijk gebouwd is voor de drukkerij en lettergieterij van Koninklijke Joh. Enschedé.

## Restaurant
Het restaurant heeft een Franse en internationale keuken en was de eerste drieënhalf jaar gevestigd in de Lange Veerstraat 4. In 2009 verhuisde het naar de Kleine Houtstraat en in het voorjaar van 2018 naar het Klokhuisplein. Op 23 november 2010 werd bekendgemaakt dat ML een Michelinster kreeg toegekend.

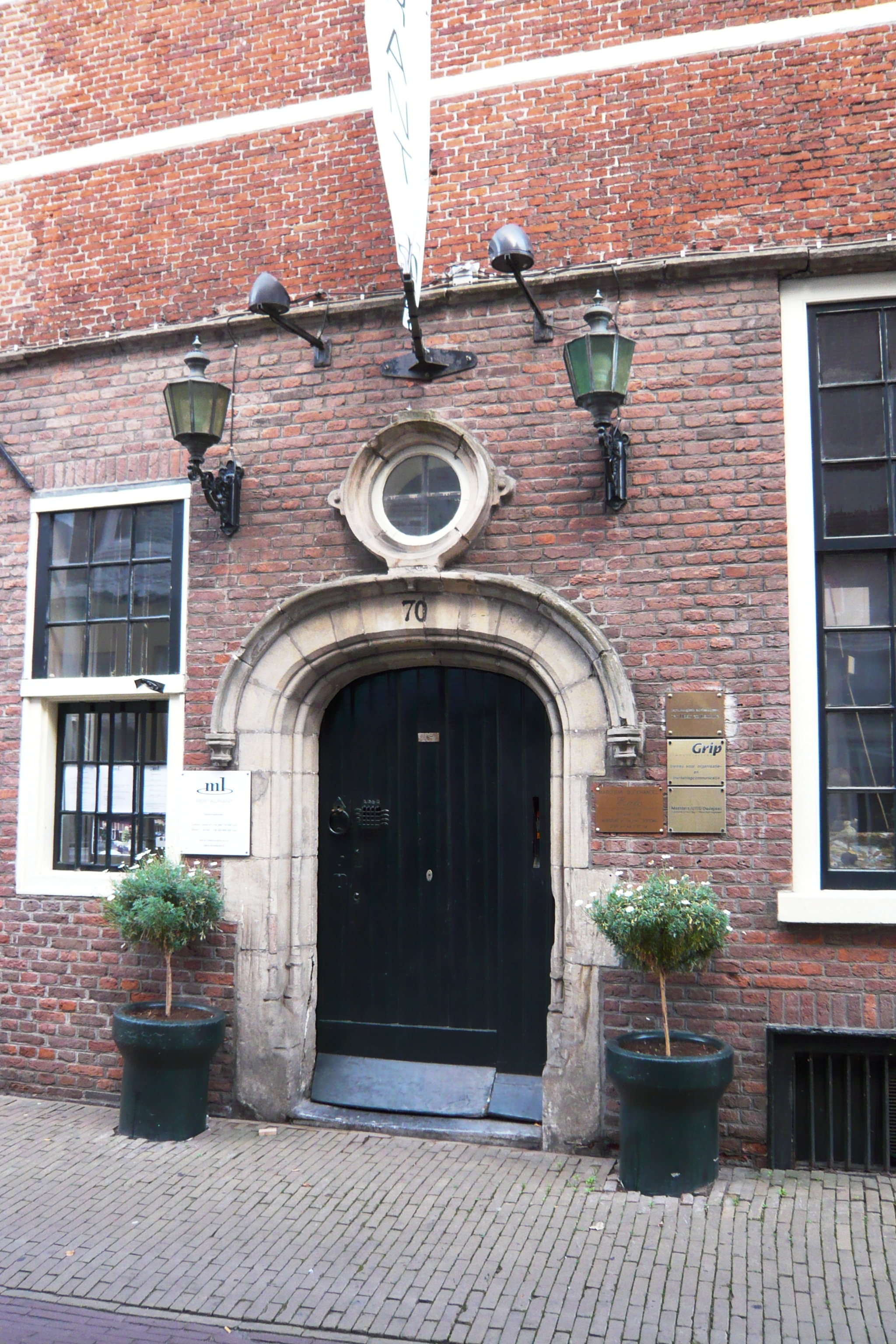
De locatie van het restaurant aan de Kleine Houtstraat in de Bank van Lening van 2009 t/m 2018

Chef-kok Mark Gratama volgde na het Coornhert Lyceum in Haarlem de hotelschool, maar maakte deze opleiding niet af. Hij begon in de horeca als afwashulp en eindigde door veel werken in diverse restaurants uiteindelijk als chef-kok van het restaurant dat hij met zijn echtgenote Liane Grootveld runt. De kaart van het restaurant wordt elke vijf weken vernieuwd.